# Vladimir Čadež
Vladimir Čadež, slovenski inženir gradbeništva, * 11. junij 1911, Ljubljana, † 18. oktober 1994, Ljubljana.
Diplomiral je 1936 na ljubljanski Tehniški fakulteti. Po koncu vojne je vodil obnovo tovarn poljedelskega orodja v Zrečah in na Muti, sodeloval pri gradnji Litostroja v Ljubljani in vodil gradnjo Termoelektrarne Šoštanj ter ključnih objektov Premogovnika Velenje. Od 1953 je bil načelnik oddelka za gradbeništvo in industrijo gradbenega materiala pri Okrajnem ljudskem odboru Ljubljana in pomočnik republiškega sekretarja za gospodarstvo. Leta 1963 je bil odgovoren za izvedbo nalog slovenskega gradbeništva pri popotresni obnovi Skopja. Po letu 1969 je sodeloval pri graditvi avtocest v Sloveniji. Napisal je več kot 100 strokovnih člankov o razvoju gradbeništva, gradbeni zakonodaji, gradnji avtocest in stanovanjski gradnji.